# Chaetodiadema tuberculatum
Chaetodiadema tuberculatum is een zee-egel uit de familie Diadematidae.
De wetenschappelijke naam van de soort werd in 1909 gepubliceerd door Hubert Lyman Clark.